# Молуккські острови
Молуккські острови (індонез. Kepulauan Maluku), також відомі як Острови прянощів  — індонезійська група островів між Сулавесі та Новою Гвінеєю. Загальна площа — 74 505 км², населення — 2,3 мільйони, кількість островів — близько 1000.
Більшість островів мають гірський ландшафт, на деяких розташовані активні вулкани, клімат вологий. Рослинність невеликих островів, оточених морем, дуже вишукана — тропічні ліси, саго, рис та відомі прянощі — мускатний горіх, гвоздика та інші. Хоча первісно острови населяли меланезійці, багато місцевого населення, особливо на островах Банда, було вбито в XVII протягом війн. Другий приплив австронезійських іммігрантів розпочався на початку ХХ століття під владою Нідерландів і триває під владою Індонезії.
У політичному плані острови формували окрему провінцію від 1950 до 1999 року. У 1999 регентства Північні Молуккські острови (індонез. Maluku Utara) та Центральна Галмагера відкололися як окрема провінція, тому зараз Молуккські острови становлять дві провінції. В 1999—2002 роках вони були відомі через релігійні конфлікти між мусульманами та християнами, які наразі припинилися.

## Історія
Здавна місцеве населення займалося мореплавством, риболовлею та торгівлею. Аргеологічні розкопки доводять, що вже 32000 роки тому на острові жили люди, але припускають, що вони могли з'явитися і раніше. У стародавні часи острови були володінням китайських та арабських торговців. У 1513 році до острова Амбон дістається португальська експедиція на чолі з Антоніу де Абреу. Португальці засновують колонію і починають християнізацію місцевого населення, хоча стикаються з опором мусульман. У 1599 році голландці намагаються взяти острови під свій контроль, а з 1605 року мали власного губернатора. Голландська Ост-Індійська компанія взяла острови під свій контроль. Під час Другої Світової війни Японія окупувала Молуккські острови, які перейшли до Індонезії після проголошення нею незалежності.

### Проголошення незалежності
25 квітня 1950 року християнська частина населення проголосила на південних Молуккських островах незалежну республіку Південне Молукку (Малуку-Селатан), проте спроба відділення була силовим шляхом припинена індонезійською армією.

## Галерея

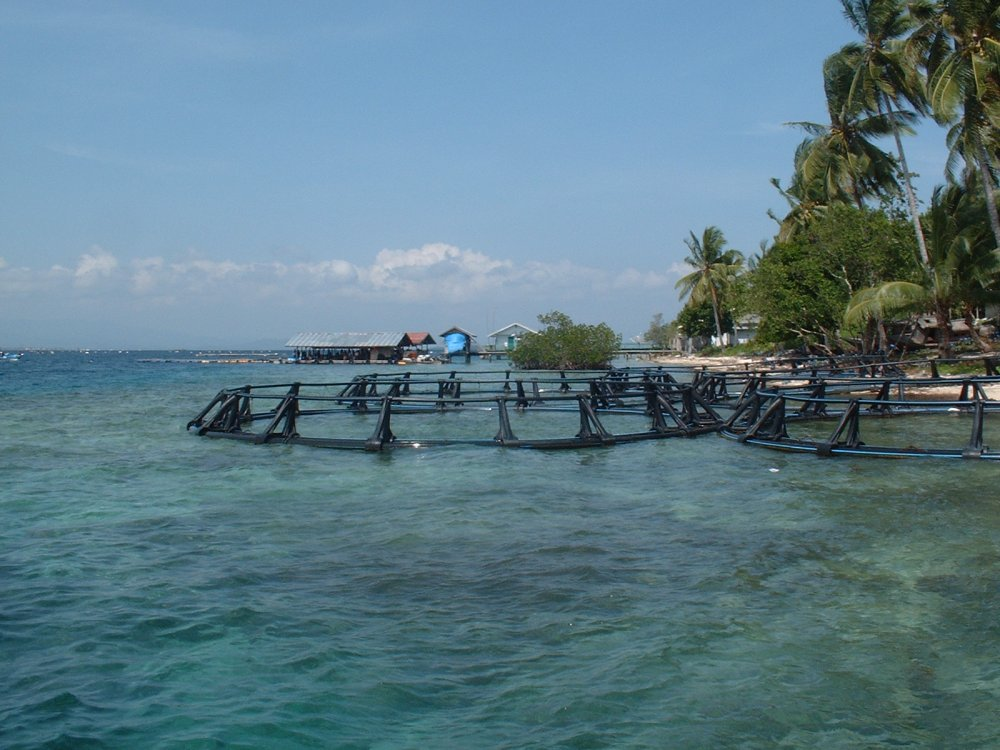
Перлова ферма на острові Серам
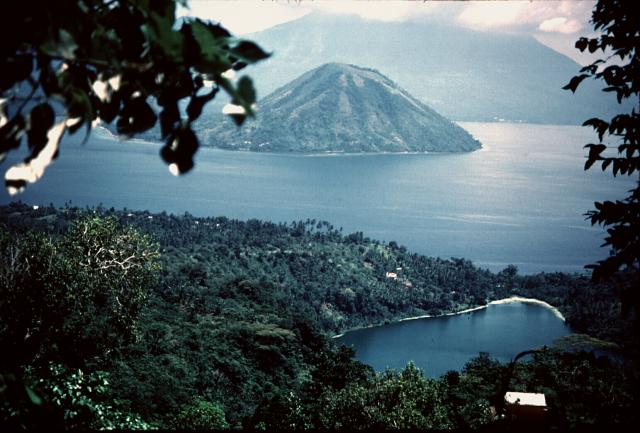
Вид з Тернате на Тідоре, де португальці, які поивли з Європи на схід та іспанці, які поивли на захід, зустрілись в 1525 році
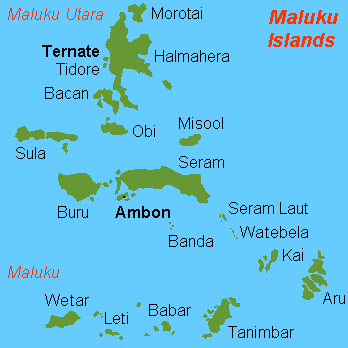
Молуккські острови
Прапор самопроголошеної республіки Південні Молуккські острови
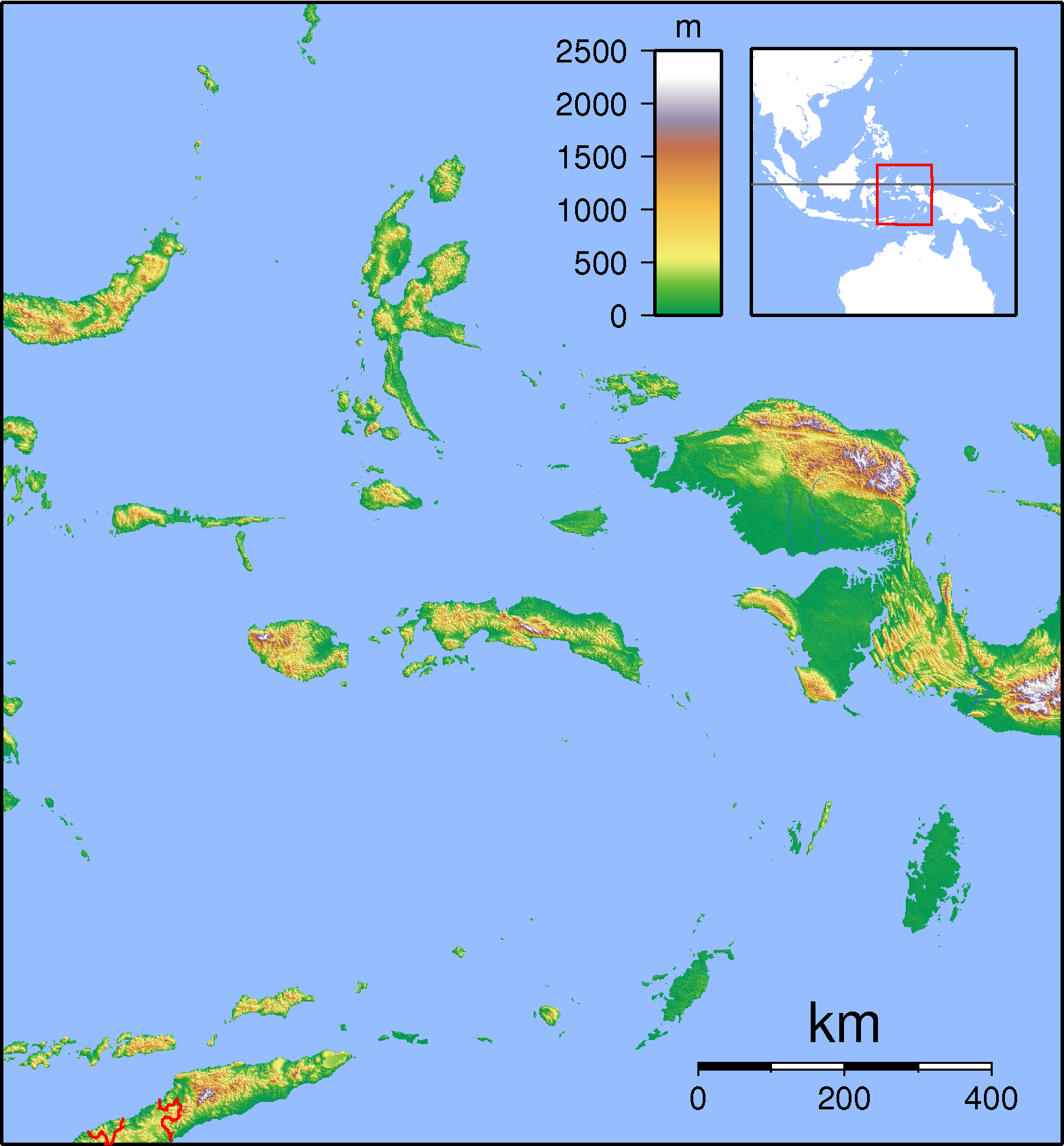
Топографічна карта